# 千眼美子
千眼 美子（せんげん よしこ・法名）（1994年〈平成6年〉12月2日 - ）は、日本の宗教家、女優、歌手、女性ファッションモデル、グラビアアイドル。東京都出身。本名は、清水 富美加（しみず ふみか）。レプロエンタテインメントに所属していたが出家によって離脱、2017年5月20日に契約終了し、新たにARI Productionに所属。幸福の科学信者・出家者。

## 略歴
1994年、三姉妹の末っ子として東京都で生まれる。
2007年、東京都世田谷区の公立小学校を卒業後、日大三中に進学。2008年、中2の夏に、レプロエンタテインメント（以下、レプロ）のマネージャーに渋谷で声をかけられスカウトされる。2010年、日大三中卒業後、高校は堀越高等学校に進学するが、『仮面ライダーフォーゼ』の仕事があまりにも忙しく単位が取れないので、通信制の高校に転校した。
2008年、「レプロガールズオーディション2008」グッドキャラクター賞を受賞し、デビュー。
2009年3月から2012年3月の休刊まで、女子小中学生向けファッション雑誌『ラブベリー』（徳間書店）の専属モデルを務めた。
2010年5月、アメーバブログでブログ『めげず、だいず、しみず!』を開設するも、9月13日に閉鎖し、ヤプログ『清水のみなぎるblog』へ移行。同年7月25日、ミスマガジン2010で、ミス週刊少年マガジン賞・JOYSOUND賞・高校ラグビー賞を受賞。9月に雑誌『B.L.T.』企画の「B.L.TRAVELファンイベントバスツアー」がきっかけで結成された事務所非公認ユニット「LPG」のメンバーとなる。
2011年4月30日、映画『アバター』に山根孝美役として出演。同年9月4日 - 翌年8月26日までの連続テレビドラマ『仮面ライダーフォーゼ』（テレビ朝日）および12月10日公開の映画『仮面ライダー×仮面ライダー フォーゼ&オーズ MOVIE大戦MEGA MAX』に、城島ユウキ役として出演。
2013年1月12日、日本オタク大賞2012にて審査員個人賞を受賞。同年4月5日、オフィシャルファンクラブ「幸せ祭りメンバー」を開設。同年8月21日 - 28日、初舞台『心霊探偵八雲 いつわりの樹』に小沢晴香役として出演。
2015年3月30日 - 9月26日、NHK連続テレビ小説『まれ』でヒロインの同級生・蔵本一子を演じ、一躍知名度を上げた。
2017年5月23日、所属事務所を幸福の科学グループの「ARI Production」に移籍した。

## 幸福の科学出家と芸能界引退報道
2017年2月11日、日刊スポーツが、芸能界の引退を宣言し幸福の科学での活動に専念することを報道した。法名（宗教名）は「千眼美子（せんげん よしこ）」。
この報道と前後して、千眼は体調不良のため、2月11日の『にじいろジーン』（カンテレ）を欠席、さらにこの翌日の2月12日にNHK総合テレビジョンで生放送された『シブヤノオト』も欠席し、渡辺直美が代演した。『シブヤノオト』は不定期特番扱いであり、この日が2016年度内最後の放送でもあった。
2月16日に、ニッポン放送は自らがパーソナリティを務めていた『清水富美加 みなぎるPM』の2月11日放送分での打ち切りを正式に発表。本来2月18日に放送される予定だったものは、2月6日に収録が行われ、出家発表前の公での最後の仕事となったが、お蔵入りとなり、放送されず、終了のお知らせも千眼本人ではなく代替番組を担当したアナウンサーによって行われての最終回となった。2月17日にカンテレも事務所からの意向によりという理由で、『にじいろジーン』の司会降板を正式に発表した。しかし、同じく司会を務めていた『オトナヘノベル』（Eテレ） と、声優で主演した『龍の歯医者』（NHK BSプレミアム）については、出家発表前にすでに収録しており、差し替えをせずそのまま放送されることが発表された（ただし、出家発覚直後の2月16日の『オトナヘノベル』については、当初予定の内容を変更して、2016年11月10日に生放送された内容をアンコール放送した）。『オトナヘノベル』については2016年度を最後に終了することが発表されたが、出家問題とは直接的に関連がないとしている。KADOKAWAの雑誌『DVD&ブルーレイでーた』で連載していたコラム「清水富美加の誰だって映画の中。」は、2月上旬に3月号分の原稿を用意していたが、2月20日発売の3月号に掲載されず、お蔵入りとなった。2017年11月公開予定の映画『泥棒役者』（監督：西田征史）にも出演予定で2月3日まで撮影に参加していたが、この出家問題により降板し、石橋杏奈が代役となった。
2016年1月に撮影が行われ主要な役を演じた小路啓之の漫画『ごっこ』の映画化作品については、出家騒動などの影響で大手スポンサーが撤退して資金難から劇場公開の見通しが立っていなかったが、3年越しで2018年10月20日の公開に漕ぎ着け「清水富美加」名義で出演した最後の映画となった。
これらの突然の降板などには、千眼に対して批判が続出した。
また、出家後は騒動前に撮り終えて主要人物で出演した映画の公開が控えていたが、千眼は宣伝や舞台挨拶や試写会などには一切登場しなかった。さらに、出家後は各テレビ局は意図的に千眼の映像を使わないようにしており、映画『東京喰種』の宣伝用の映像（特にCM）では、千眼が映っている場面は使われなかった。2018年に公開された前述の『ごっこ』でも舞台挨拶を欠席しており、制作側は千眼に来場やコメントを求めたが実現しなかったという。
告白本『全部、言っちゃうね。〜本名・清水富美加、今日、出家しまする。〜』を出版し、本文中で「引退ではなく休止である」と宣言した。書籍発刊直後に1年前のKANA-BOON（当時）の飯田雄馬との不倫疑惑が報じられたが、当時清水富美加は飯田雄馬が既婚者とは知らなかった。この件に関し飯田雄馬側から既婚を隠していたことの謝罪があった。

## レプロ契約終了と新事務所「アリ・プロダクション」所属、再起動
2017年5月20日、千眼は幸福の科学を通じてレプロとの専属契約が終了したことを発表し、レプロ側も専属契約終了をFAXで発表した。その3日後、5月23日に幸福の科学が開設した新事務所「ARI Production（アリ・プロダクション）」の設立が発表され、所属することも公表された。25日に、産経新聞の独占インタビューに応じ騒動以来3か月ぶりにメディアに顔を出した。
5月26日、フジテレビのニュース・報道番組『みんなのニュース』の独占取材に応じ、騒動以来約3か月を経て“千眼美子”としては初のテレビ出演（VTR形式）をした。自らの言葉で出家に至るまでの経緯や宗教に対する考え、今後の芸能活動についてを語った。
7月6日、雑誌『女性自身』に「8月女優復帰」の報道があり、7月12日に2018年初夏に公開予定の映画『さらば青春、されど青春。』のヒロイン役が公表され、主題歌「眠れぬ夜を超えて」を歌いCD歌手デビューも決定した。
7月26日、「2017上半期タレントネットニュースランキング」で登場回数226回で1位となった。
同年の8月には、東京ドームでの教団の講演会に出演し、11月には出家後初のバラエティに出演した。
2018年5月12日、復帰後初の映画出演作となる『さらば青春、されど青春。』が全国ロードショーとなった。
出家前の過去の出演作品の再放送や使用、引用は認めていなかったが、2018年にそれまで完成したものの公開無期延期になっていた映画『ごっこ』の公開が決定し、また『仮面ライダージオウ』第5話に、直接出演はなかったが千眼の写った写真が劇中で使用、2019年12月よりYouTubeの東映特撮YouTube Officialチャンネルで『仮面ライダーフォーゼ』の期間限定無料配信が開始された。

## 作品

### 映像作品
- ミスマガジン2010 清水富美加 DVD（2010年8月25日、バップ）EAN 4988021154758 ASIN B003OOTV3Q
- 清水富美加 DVD「Popping Smile」（2011年9月22日、リバプール）EAN 4571174018536 ASIN B005C6FNO0
- 清水富美加 DVD「Popping Time」（2011年12月22日、リバプール）EAN 4571174018888 ASIN B005XF7OVK
- DVD「パンダルンダ♪ 絵本『パンダルンダ』のテーマ 」詞・音楽：大川紫央と森のゆかいな仲間たち、歌：千眼美子、幸福の科学出版、2018年2月10日 ISBN 978-4-86395-976-7 ASIN 4863959761
- DVD「眠れぬ夜を超えて」歌：千眼美子、作詞・作曲：大川隆法、幸福の科学出版、2018年4月25日[52][53]

### 音楽CD
- 仮面ライダーフォーゼ オリジナルサウンドトラック2（2012年6月27日）EAN 4988064494255 ASIN B007ROVECK

城島ユウキ（清水富美加）と天高グリークラブ「がんばれ、はやぶさくん」
- CD「眠れぬ夜を超えて」歌：千眼美子、アリ・プロダクション、2018年4月25日 EAN 4582316050833 ASIN B07BT4LVZ1
- CD「夢の時間」歌：千眼美子、ARI MUSIC、2018年12月12日 EAN 4582316051038 ASIN B07KHTDWWS
- CD「秘密の変身」歌：千眼美子、ARI MUSIC、2019年12月17日 EAN 4582316051342 ASIN B0812PXK3Q
- CD+DVD「愛の償い」歌：千眼美子、ARI MUSIC、2020年6月3日 EAN 4582316051472 ASIN B087SG2GFB
- CD+DVD「バナナ」歌：千眼美子withリトル・アンツ、ARI MUSIC（発刊元 アリ・プロダクション）2020年9月8日[54] EAN 4582316051557 ASIN B08DRJSZFJ

オンライン映画祭〈Top Shorts Film Festival〉受賞楽曲、2020年7月期の名誉楽曲賞
- CD「パンダルンダとマメだぬきのうた」歌：千眼美子 他、幸福の科学出版、2021年4月19日 EAN 4582316051878 ASIN B08Z8QBQ78
- CD「ヤイザエルのテーマ」歌：千眼美子 他、EAN 4582316052189 ASIN B098CVYNZG

## 出演

### テレビドラマ
- 熱いぞ!猫ヶ谷!!（2010年10月8日 - 12月24日、メ〜テレ） - 戸田薫子 役
- 世界の終わりに咲く花（2010年、BeeTV）
- 仮面ライダーオーズ/OOO 第48話（2011年8月28日、テレビ朝日） - 城島ユウキ 役（特別出演）
- 仮面ライダーフォーゼ（2011年9月4日 - 2012年8月26日、テレビ朝日） - 城島ユウキ 役
  - 第43話・第44話（2012年7月15日・22日） - 闇ユウキ / ジェミニ・ゾディアーツ 役（二役[注 5]）
- リアル鬼ごっこ THE ORIGIN（2013年4月9日 - 6月25日、千葉テレビ 他） - ヒロイン・佐藤愛 役
- 都市伝説の女 Part2 第5話（2013年11月8日、テレビ朝日） - 加賀美ユイ 役
- 魔法★男子チェリーズ（2014年6月21日 - 9月27日、テレビ東京） - ヒロイン・木下架純 役[56]
- ペテロの葬列（2014年7月7日 - 9月15日、TBS） - 前野メイ 役
- 聖女（2014年8月19日 - 10月7日、NHK総合） - 田中みはる 役
- 4夜連続ドラマスペシャル・恋の合宿免許っ!（2014年12月22日 - 25日、フジテレビ） - 主演・加賀谷玲奈 役
- 連続テレビ小説 まれ（2015年4月6日 - 9月26日、NHK総合） - 蔵本一子 役[57]
  - 連続テレビ小説 まれ スピンオフ 後編「一子の恋〜洋一郎25年目の決断〜」（2015年10月31日、BSプレミアム） - 蔵本一子 役
- となりの関くんとるみちゃんの事象（2015年7月 - 9月、MBS） - 『となりの関くん』ヒロイン・横井るみ 役[58]
- 24時間テレビスペシャルドラマ 母さん、俺は大丈夫（2015年8月22日、日本テレビ） - 節川奈緒子 役[59]
- コウノドリ 第1話（2015年10月16日、TBS） - 矢野夏希 役[60]
- 素敵な選TAXIスペシャル（2016年4月5日、カンテレ） - 金本八重子 役[61]
- 世界一難しい恋（2016年4月13日 - 6月15日、日本テレビ） - 堀まひろ 役[62]
- 叡古教授の事件簿（2016年5月21日、テレビ朝日） - 宇野辺さくら子、上野薫子 役（二役）[63]
- 模倣犯（2016年9月21日・22日、テレビ東京） - 高井由美子 役[64]
- 家政夫のミタゾノ（2016年10月21日 - 12月9日、テレビ朝日）[65] - 花田えみり 役[66]
- バイプレイヤーズ 〜もしも6人の名脇役がシェアハウスで暮らしたら〜 第4話（2017年2月3日、テレビ東京） - 本人 役
- 笑う招き猫（2017年3月19日 - 4月9日、MBS） - 主演・高城ヒトミ 役[67]

### テレビアニメ
- 龍の歯医者（2017年2月18日・25日、BSプレミアム） - 主演・岸井野ノ子 役[68]

### 映画
- 飛べ!コバト（2010年）「コバトンTHEムービー」の作品として映画祭での上映作品[69]
- アバター（2011年4月30日公開、太秦） - 山根孝美 役
- 仮面ライダーシリーズ（東映） - 城島ユウキ 役
  - 劇場版 仮面ライダーオーズ WONDERFUL 将軍と21のコアメダル（2011年8月6日公開） - 特別出演
  - 仮面ライダー×仮面ライダー フォーゼ&オーズ MOVIE大戦MEGA MAX（2011年12月10日公開）
  - 仮面ライダー×スーパー戦隊 スーパーヒーロー大戦（2012年4月21日公開）
  - 仮面ライダーフォーゼ THE MOVIE みんなで宇宙キターッ!（2012年8月4日公開）
  - 仮面ライダー×仮面ライダー ウィザード&フォーゼ MOVIE大戦アルティメイタム（2012年12月8日公開）
- HK 変態仮面（2013年4月13日公開、ティ・ジョイ） - 姫野愛子 役[70]
  - HK 変態仮面 アブノーマル・クライシス（2016年5月14日公開、東映） -  姫野愛子 役
- 赤々煉恋（2013年12月21日公開、アイエス・フィールド） - ミドリ 役
- 振り子（2015年2月28日公開、TBS・吉本興業） - 学生時代のサキ 役
- 龍三と七人の子分たち（2015年4月25日公開、ワーナー・ブラザース映画・オフィス北野） - 百合子（モキチの孫娘） 役
- ズタボロ（2015年5月9日公開、東映） - 清美 役
- 全員、片想い「あさはんのゆげ」（2016年7月2日公開、東映） - 主演・風花 役[71][72]
- 暗黒女子（2017年4月1日公開、東映） - 主演・澄川小百合 役[73]
- 笑う招き猫（2017年4月29日公開、DLE） - 主演・高城ヒトミ 役[67]
- 東京喰種トーキョーグール（2017年7月29日公開、松竹） - ヒロイン・霧嶋董香 役[74]
- さらば青春、されど青春。（2018年5月12日公開、日活） - ヒロイン・額田美子 役[44][45]、千眼美子名義
- ごっこ（2018年10月20日公開、パル企画）[27] - 戸神紅葉 役[注 6]
- 僕の彼女は魔法使い（2019年2月22日公開、日活） - 主演・白波風花 役、以下 千眼美子名義
- 世界から希望が消えたなら。（2019年10月18日公開、日活） - ヒロイン・藤坂沙織 役
- 心霊喫茶「エクストラ」の秘密-The Real Exorcist-（2020年5月15日、日活） - 主演・サユリ 役
- 夜明けを信じて。（2020年10月16日、日活） - ヒロイン・立花美穂 役
- 美しき誘惑-現代の「画皮」-（2021年5月14日、日活） - 松田佳代 役
- 愛国女子—紅武士道（2022年2月18日、日活） - 主演・大和静 役
- レット・イット・ビー 〜怖いものは、やはり怖い〜（2023年5月12日、日活、ARI Production） - 青山真澄 役

### 劇場アニメ
- 宇宙の法—黎明編—（2018年10月12日、日活） - ザムザ 役
- 宇宙の法-エローヒム編-（2021年10月8日、日活） - ヤイザエル 役[75]

### 音楽番組
- Nコンマガジン ハモリ倶楽部（2009年、NHK教育）
- スペシャエリア（2013年10月 - 2015年6月、スペースシャワーTV） - VJ
- シブヤノオト（SHIBUYA NOTE）（2016年4月 - 12月、NHK総合） - MC

### バラエティ
- ネクストプリンセス（2009年 - 2010年、テレビ東京）
- テストの花道（2010年3月、NHK教育）
- うきうき!MIXガール（2010年4月 - 2011年3月、エンタ!371・Pigoo HD）※清水出演回は#1（2010年4月）、#4（7月）、#5（8月）、#7（10月）、#12（2011年3月）
- ☆L-girls☆（2011年4月 - 2012年3月、エンタ!371・Pigoo HD） - MC
- 内村とザワつく夜（2013年 - 2014年、TBS、不定期）
- 日立 世界・ふしぎ発見!（TBS、不定期）
- 哲子の部屋（2013年8月・2014年8月・2015年5月、NHK Eテレ）
- デザインの梅干（2015年2月19日 - 3月26日、全6回、NHK Eテレ）
- オトナヘノベル（2015年4月2日 - 2017年3月 NHK Eテレ） - MC
- SICKS〜みんながみんな、何かの病気〜（2015年10月10日 - 12月26日、テレビ東京）[76] - 同人誌作家・マユ 役
- にじいろジーン（2016年4月2日 - 2017年2月4日[注 7]、カンテレ・フジテレビ系） - レギュラー[77]

### インターネット番組
- 千眼美子のドハチ!!（2017年11月25日 - 、LINE LIVE）[78]
- 千眼美子（清水富美加）、ただいま修行中。（2018年2月20日 - 4月29日、ニコニコ生放送 ※同番組用チャンネル配信）[79]

### ドキュメンタリー
- NONFIX「六本木に78万人!?現代アート 熱気と裏側」（2015年5月27日深夜〈28日午前〉01:35 - 02:35、フジテレビ）
- 金曜eye 「幻の名作発掘大作戦！〜あなたの“見たい”がよみがえる〜」（2015年9月25日、NHK総合） - ナビゲーター[80]
- 国枝・上地 それぞれの世界挑戦2016（2016年1月1日、WOWOW） - ナレーション
- アスリートの輝石（2016年7月3日 - 2017年2月12日、BS日テレ） - ナビゲーター

### インターネットドラマ
- 世界の終りに咲く花（2010年9月20日 - 11月23日、BeeTV）

### ネットムービー
- ネット版 仮面ライダー×スーパー戦隊 スーパーヒーロー大変 〜犯人はダレだ?!〜（2012年、東映） - 城島ユウキ 役
- ネット版 仮面ライダーフォーゼ みんなで授業キターッ!（2012年、東映） - 城島ユウキ 役

### 舞台
- 心霊探偵八雲 いつわりの樹（2013年8月21日 - 8月28日、青山円形劇場） - 小沢晴香 役
- 2LDK-2013-（2013年10月12日、俳優座劇場）
- ウレロ☆未解決少女（2015年1月30日 - 2月1日、六本木ブルーシアター）
- 東京03 FROLIC A HOLIC（フロリック ア ホリック）ラブストーリー「取り返しのつかない姿」（2015年6月4日 - 6月7日、赤坂ACTシアター）
- 才原警部の終わらない明日（2015年11月30日 - 12月28日、東京・世田谷パブリックシアター / 2016年1月5日 - 11日、大阪・梅田芸術劇場シアター・ドラマシティ）[81][82]

### ラジオ
- 銀河に吠えろ!宇宙GメンTAKUYA（2008年、ニッポン放送）
- icon（2010年、FM YOKOHAMA）
- 菊地亜美の1ami9（2010年、ラジオ日本）
- RCCラジオ・チャリティー・ミュージックソン（2010年12月24・25日、中国放送）
- もっともゴチャ・まぜっ!（2010年 - 2011年、MBSラジオ） - レギュラー
- ゴチャ・まぜっ!水曜日（2013年 - 2014年、MBSラジオ） - レギュラー
- wktkラヂオ学園（2013年9月7日 - 9月28日、NHKラジオ第1放送） - マンスリーパーソナリティー
- 書評ゲーム ビブリオバトル 〜至福のときをくれる本〜（2014年、NHKラジオ第1）
- 放送90年スペシャル「音でたどる日本の“初めて”」（2015年、NHKラジオ第1）
- One More Pint！（2015年、cross fm）
- 土曜シゲゴリのwktkラヂオ学園（2015年、NHKラジオ第1）
- 書評ゲーム ビブリオバトル～思いっきり笑える本、泣ける本～（2015年、NHKラジオ第1）
- Startline（2015年、FM YOKOHAMA）
- 清水富美加のオールナイトニッポンR（2015年7月25日・10月24日、ニッポン放送） - メインパーソナリティ[83]
- らじらー!（2015年、NHKラジオ第1）
- SCHOOL NINE（2015年、JFN）
- 清水富美加 みなぎるPM（2016年1月2日 - 2017年2月11日、ニッポン放送） - メインパーソナリティ[84]
- ABC創立65周年記念連続ラジオドラマ「ナデシコですから」（2016年6月27日 - 9月23日、ABCラジオ） - 主演・岡野撫子 役[85]
- 千眼美子の飛んでけ!SOUND WAVE（2020年4月5日 - 2022年6月26日第117回、ラジオ大阪）
- あなたに届け!Happy Sound Wave（2022年7月3日第118回 - 2023年3月5日第153回、ラジオ大阪）番組名の変更

### スチール
- 平成23年 春の火災予防運動ポスター（2011年、消防庁）
- 平成24年 アンデスメロン35周年キャンペーン（2012年、サカタのタネ）
- 平成27年度年末年始労働災害防止強調期間ポスター（2015年12月1日 - 2016年1月15日、建設業労働災害防止協会）

### イベント
- サン宝石フェア（2010年）
- ミスマガジン2010 10th Anniversary 新・21世紀 アイドルたちの夏サカス（2010年）
- 「ミスマガジン2010 清水富美加」発売記念イベント（2010年）
- 「B.L.TRAVEL」長野県白樺湖（2010年）
- 2011年カレンダー発売イベント（2010年）
- Lespros ファンイベント 'Fun Fan Fun' 〜クリスマスパーティー2010 これから恒例の会にしませんか!?〜（2010年）
- ドラマ「熱いぞ!猫ヶ谷!!」DVD vol.4発売記念イベント（2011年）
- 映画「アバター」初日舞台挨拶（2011年）
- 仮面ライダー生誕40周年×スーパー戦隊シリーズ35作品記念 40×35 感謝祭 Anniversary LIVE & SHOW（2012年）
- 仮面ライダーフォーゼ スペシャルイベント - 天ノ川学園高等学校 春の学園祭スペシャル（2012年）
- 仮面ライダーフォーゼ ファイナルステージ&番組キャストトークショー（2012年）
- サン宝石フェア（2013年、中京テレビ）
- MBSスター大集合！ゴチャまぜ祭inナガシマスパーランド（2013年）
- 連続テレビ小説まれ放送直前イベント もうすぐ!“まれ”スペシャルトークショー（2015年）
- SPACE SHOWER MUSIC AWARDS（2016年） - 司会[86]

### CM
- バンダイ「仮面ライダーチョコビスケット」（2012年）
- ユニバーサル・スタジオ・ジャパン「ユニバーサル・ワンダー・クリスマス2014」（2014年）
- 任天堂「リズム天国 ザ・ベスト+」（2015年）
- 日清食品「日清のどん兵衛」（2015年）
- コスモ石油
  - 「ココロも満タンに My cosmo日記」（2016年）
  - 「コスモスマートビークル けどけどトーク」（2016年）
- ニベア花王「ディープモイスチャーリップ」
  - 「図書館」篇（2016年9月1日 - 2017年）[87]

### PV
- 土屋アンナ「Voyagers」（2012年）
- テゴマス「サヨナラにさよなら」（2013年）
- MACO「ありがとう」（2014年）
- TAMTAM「Enter Key」（2014年）
- ハナレグミ「おあいこ」（2015年）
- SHISHAMO「みんなのうた」（2016年3月2日）

### ゲーム
- オール仮面ライダー ライダージェネレーション2（2012年、バンダイナムコゲームス、DS・PSP） - 城島ユウキ 役

## 書籍
- 千眼美子『全部、言っちゃうね。〜本名・清水富美加、今日、出家しまする。〜』（2017年2月17日、幸福の科学出版）ISBN 978-4-86395-881-4

2017年2月11日に突然の引退宣言の報道の後、2月11～14日に、4回にわけてインタビューした内容を編集した内容。【緊急告白】と題して僅か3日後に緊急出版された。トーハン週間ベストセラー2017年3月7日調べ【単行本　ノンフィクション・教養書他】部門で第9位。

### 書籍 共著
- 千眼美子『公開対談 千眼美子のいまとこれから。―出家2カ月目、「霊的生活」を語る』共著 大川 隆法（2017年6月2日、幸福の科学出版）ISBN 978-4-86395-909-5
- 千眼美子『和田アキ子の守護霊メッセージ ―聞き手 千眼美子―』共著 大川 隆法（2017年6月16日、幸福の科学出版）ISBN 978-4-86395-920-0

### 写真集
- 清水富美加『SHIMIZU FUMIKA 1st Photobook』（2013年5月16日、マガジンハウス）撮影・編集：石垣星児 マガジンハウス BLOCKBUSTER、ISBN 978-4-8387-2544-1

初の写真集。同年春に高校を卒業した節目の時期にリリースする写真集。前半の卒業をテーマにした制服パートと、後半の卒業旅行の沖縄パートの2部からなる構成で、全編ロケによる撮り下ろし写真の作品。

### フォトエッセー
- 清水富美加『ふみかふみ』（2016年12月8日、幻冬舎）撮影：佐内正史[91]、ISBN 978-4-344-03040-4

### カレンダー
- 清水富美加 2011年度カレンダー（2010年、トライエックス）B2 8枚、ASIN B003YJFFUY
- 清水富美加 2011年度卓上フォトカレンダー（2010年、トライエックス）
- 清水富美加 2016年度ポスターカレンダー（2015年、トライエックス）H73cm×W52cm 8枚 B2、ASIN B014PB91PO
- 清水富美加 2016年度卓上フォトカレンダー（2015年、トライエックス）100mm×148mm 8枚、ASIN B01AQGMMTO

### 雑誌連載
- ラブベリー（2009年 - 2012年、徳間書店） - 専属モデル
- ハイパーホビー（2012年 -  2016年、徳間書店） - 連載コーナー「ふみカスの右に左にGo!GO!GO!」
- CUTiE（2013年 - 2015年、宝島社） - レギュラーモデル
- DVD&ブルーレイでーた（2015年7月号 - 2017年2月号） - 連載コラム「清水富美加の誰だって映画の中。」
- Quick Japan（2016年、太田出版） - 連載コーナー「清水富美加のふみ散歩」
- 「Are You Happy?」2017年8月号 - SPECIAL INTERVIEW 千眼美子 [92]

### Web連載
- 幻冬舎plus（2014年 - 2016年、幻冬舎） - 連載コーナー「たぎりおにぎり 〜清水富美加のふわっふわっな日々〜」

## 受賞歴
- レプロガールズオーディション2008　グッドキャラクター賞
- 2010年7月25日、ミスマガジン2010
  - JOYSOUND賞
  - 高校ラグビー賞
  - ミス週刊少年マガジン賞
- 第17回モナコ国際映画祭 最優秀主演女優賞（『心霊喫茶「エクストラ」の秘密』）[93]
- フローレンス映画賞（Florence Film Awards イタリア・フィレンツェ）2020年4月度 最優秀主演女優賞（『心霊喫茶「エクストラ」の秘密』）
- フリックス・マンスリー映画賞2020 - 5月度 最優秀主演女優賞（『心霊喫茶「エクストラ」の秘密』）
- ザ・サウス国際映画芸術祭2020 - 5月度、長編部門 最優秀主演女優賞（『心霊喫茶「エクストラ」の秘密』）
- 五大陸国際映画祭2020 - 5月度長編映画部門 最優秀主演女優賞（『心霊喫茶「エクストラ」の秘密』）